# Campaña (juegos)
En los juegos de rol y en los juegos de guerra (estos últimos designados a menudo con el anglicismo wargames), una campaña es una concatenación coherente de sesiones de juego.

## En juegos de rol
En los juegos de rol a las sesiones de juego se las designa más habitualmente como «partidas». Una partida de rol es esencialmente una sesión de juego en la que un director de juego y uno o más jugadores construyen conjuntamente una historia ficticia e inmersiva. Inmersiva porque en dicha historia cada jugador interpreta a su propio personaje, mientras que el director de juego interpreta a los personajes no jugadores así como aporta la descripción de las situaciones en las que se encuentran todos los personajes de la historia, tanto jugadores como no jugadores. Si el director de juego orienta los jugadores hacia la obtención de un cierto objetivo la duración de la partida puede alargarse más allá de lo habitual y ser necesario que su continuación sea jugada otro día, en otra o en otras partidas ulteriores. En este caso la partida englobaría todas las sesiones necesarias para completar el objetivo marcado, y sería incorrecto usar el término partida para referirse a cada sesión individual. A varias partidas que por compartir la continuidad de una misma historia y con más o menos los mismos personajes para los mismos jugadores se las define como una campaña. Usado con más propiedad el término «campaña» designa a un conjunto de partidas concebidas desde el principio como una serie de sesiones de juego ligadas por un argumento o un objetivo común, con la intención en cada partida de retomar el hilo de la historia allí donde la partida anterior lo había dejado. A modo de suplemento para uno de sus juegos de rol una editorial de juegos de rol puede crear y publicar una campaña preconcebida y lista para ser dirigida por los directores de juego. Algunos ejemplos de campañas preconcebidas son El rastro de Tsathogghua y Las máscaras de Nyarlathotep (para el juego La llamada de Cthulhu), La Isla de los Grifos (para RuneQuest) o los cuatro módulos de La Campaña del Guardián Oscuro (La Campaña del Guardián Oscuro, El Yermo de Kathol, La Brecha de Kathol y Último Juego) para Star Wars.

## En juegos de guerra
En sus inicios (en los años 50 y 60) los wargames o juegos de guerra solo representaban batallas históricas acaecidas realmente en el pasado. Más tarde fueron apareciendo juegos de guerra ambientados en universos de ficción, como BattleTech (de 1985), aunque con sistemas de juego similares. En cualquier caso la «partida» de un juego de guerra no acaba hasta que se produzca la victoria de uno de los bandos participantes. Dicha partida puede entonces ser concebida como una campaña si para su resolución son necesarias varias sesiones de juego.

## En otros juegos
Aplicando principios similares a los usados en juegos de guerra, los juegos de miniaturas (como Warhammer Fantasy Battle o Warhammer 40.000) también pueden extenderse a lo largo de una campaña. Las partidas de un juego de mazmorras sobre tablero suelen ser más cortas que las de los juegos de guerra o de miniaturas pero si los jugadores lo desean también pueden concebirlas para que sean más largas y que sean jugadas en una campaña.